# Печери Дацзу
Печери Дацзу (大足石刻, «Великий добробут») — скельний буддистський комплекс, який отримав назву за місцевостю, розташованою в околицях міста Чунцін.

## Опис
У 75 місцях на схилах і в рукотворних печерах навколишніх гір протягом VII–XIX ст. були висічені понад 60 тис. скульптурних статуй і вирізано близько 100 тис. ієрогліфів.
Основний корпус пам'ятників в кількості 50 тис. одиниць датується X–XIII ст. Найбільший ансамбль, що відрізняється й краще зберігся, знаходиться на горі Баодіншань, на схилах якої вирізане понад 10 тис. горельєфних і скульптурних зображень, гравіровані 24 тексти, є дві пагоди.

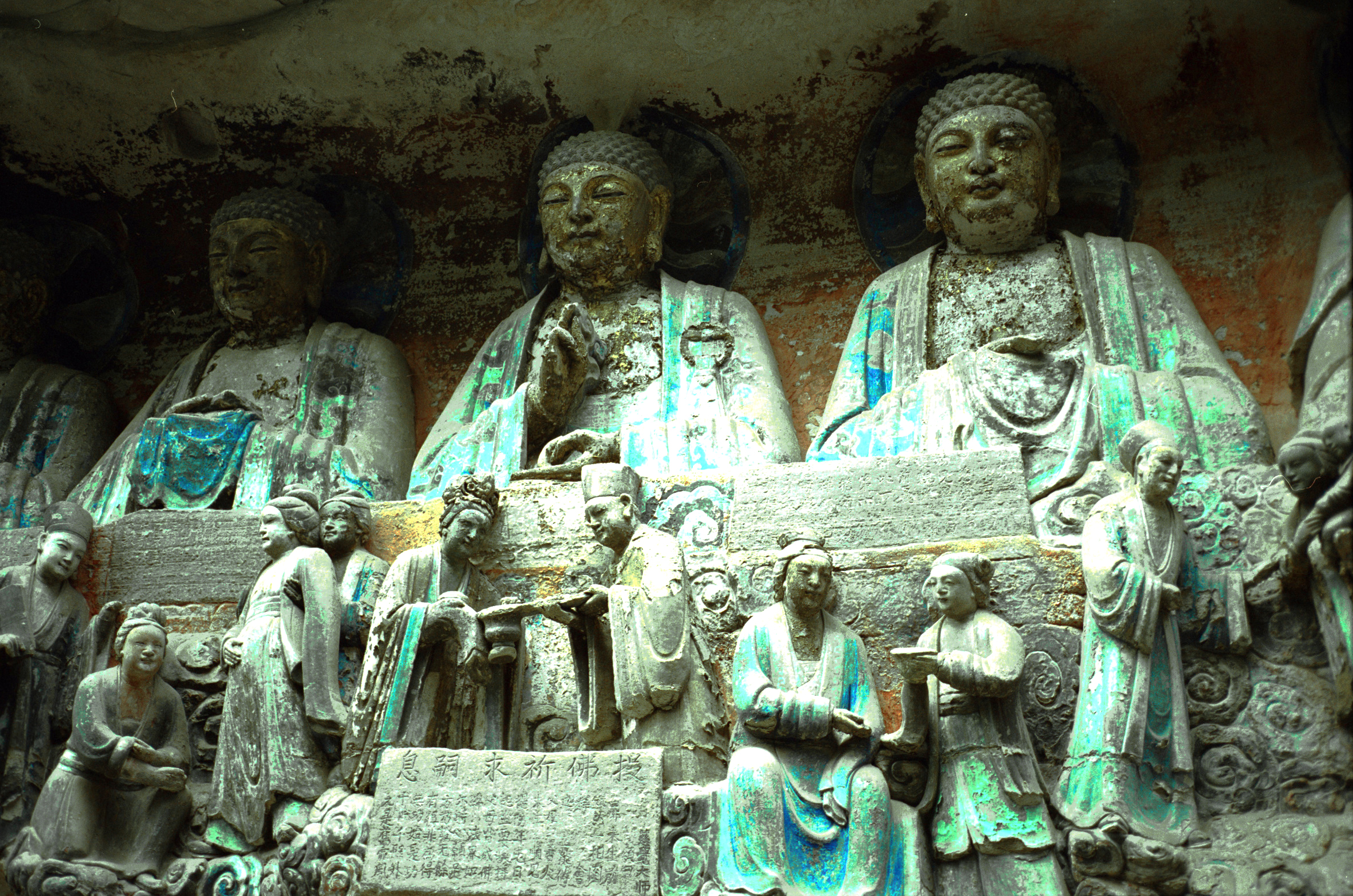

Скульптурні цикли ілюструють 19 буддистські притчи. Композиція «Паранірвана Будди» XIII ст. відома 35-метровою фігурою Будди. На горі Бейшань є півкілометровий ансамбль з 290 гротів IX–XIII ст., що містять близько 7 тис. скульптур переважно буддистської тематики, 55 дарчих написів й т.ін.
На вершині пагорба знаходиться 33-метрова 12-ярусна пагода XII ст. Рельєфи гір Наньшань та Шічжуаньшань примітні достатком даоської й конфуціанської тематики. У сюжетах скульптурних композицій Дацзу представлений широкий діапазон сінкретічних релігійних уявлень середньовічного Китаю.
Скульптура з Дацзу відображає різні етапи кардинальної китаїзації привнесеного з Індії буддистського образотворчого канону. М'які кам'яні породи місцевих схилів дозволяли скульпторам поєднувати узагальнено—плавну моделіровку основних обсягів з ретельною обробкою деталей. На багатьох пам'ятках збереглося яскраве поліхромне розфарбування. Творчість високопрофесійних скульпторів сусідить з роботами народних майстрів. У всіх творах переважає життєва конкретність, властива китайській системі пластичного мислення.
У 1961 році Дацзу був включений до переліку пам'яток, що охороняються державою. Вивчення і реставрація комплексу йде з початку 1980-х років. У 1999 році Дацзу увійшов до Реєстру об'єктів світової культурної спадщини ЮНЕСКО.

Печери Дацзу
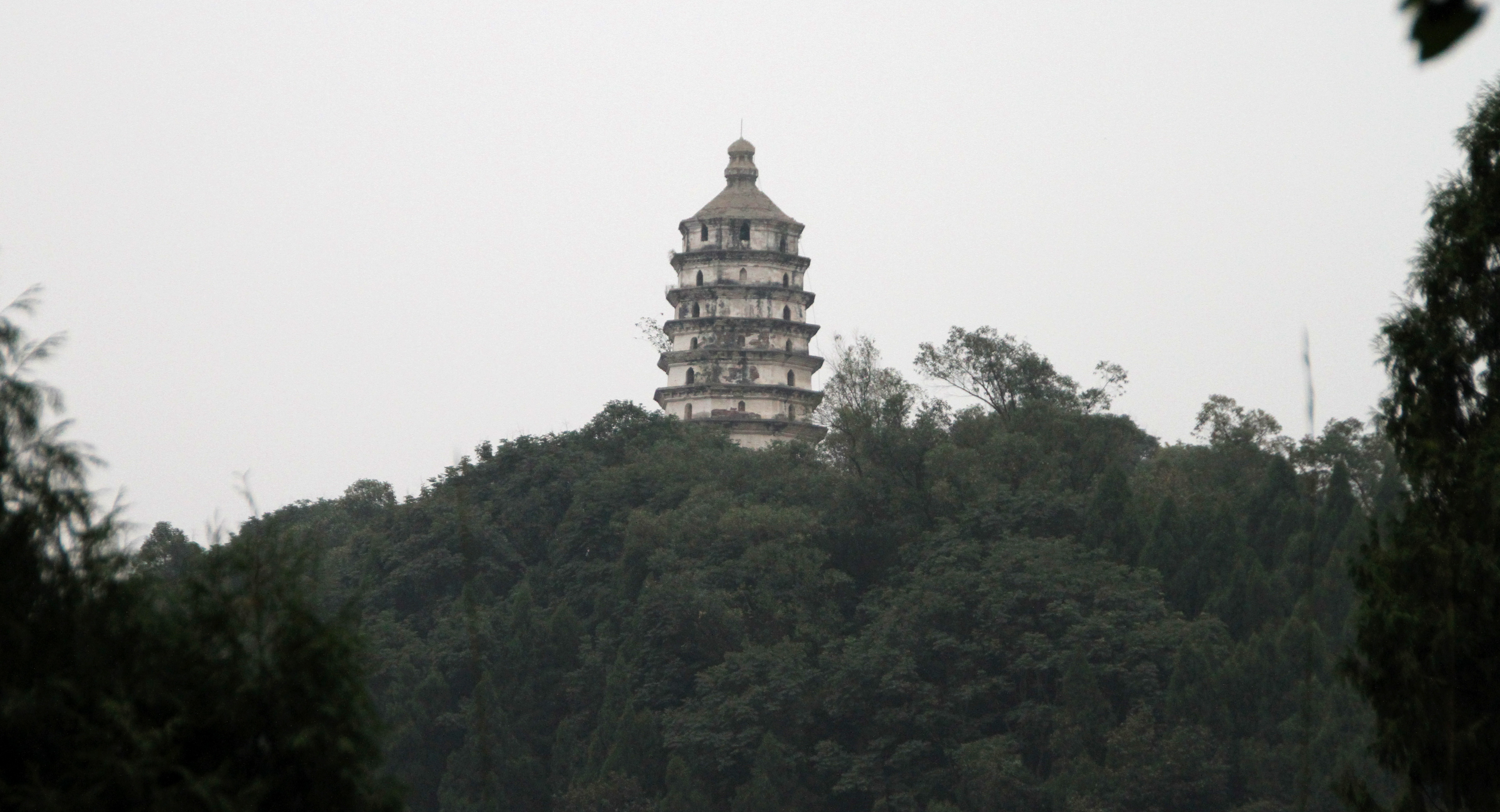
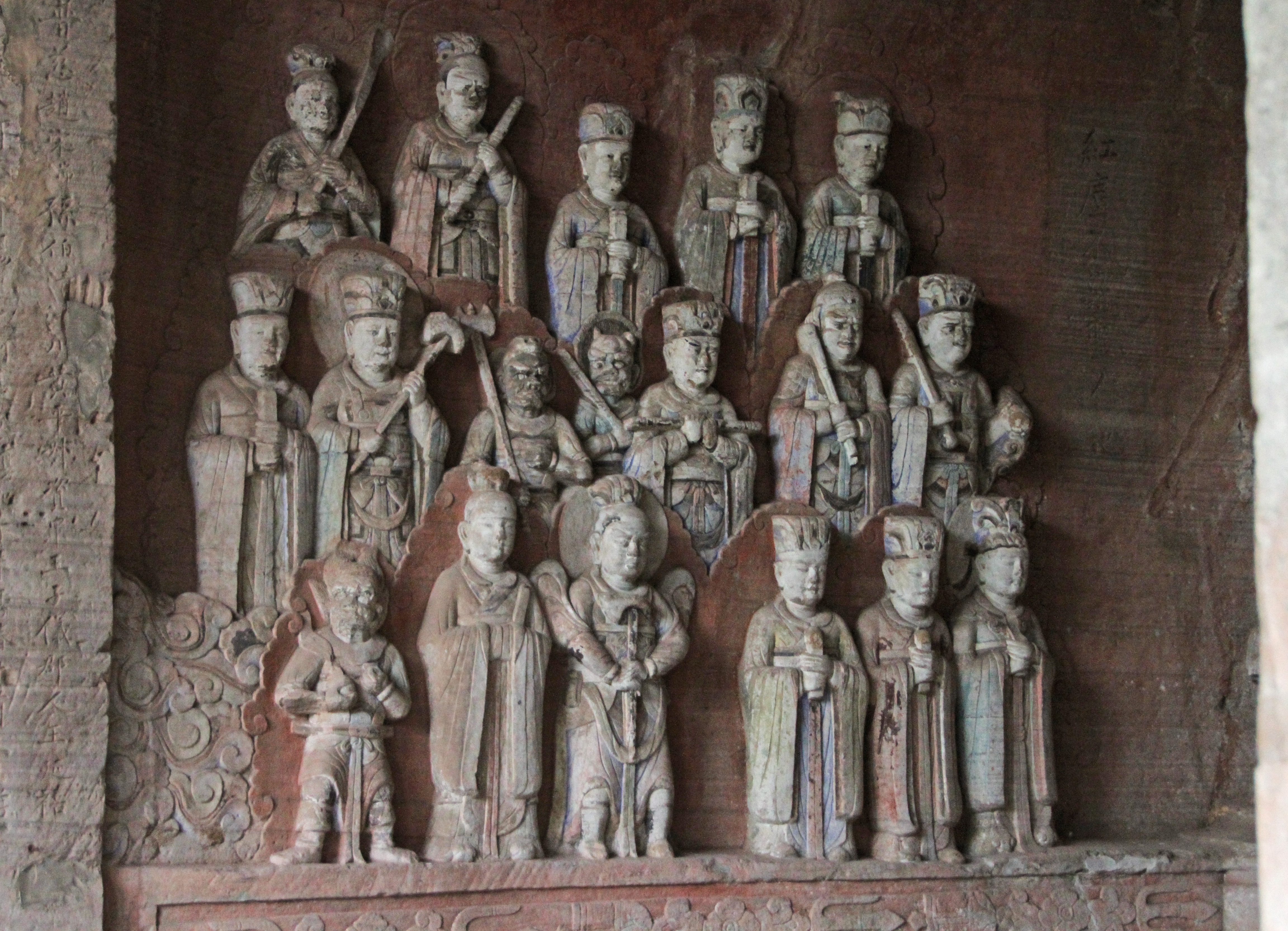
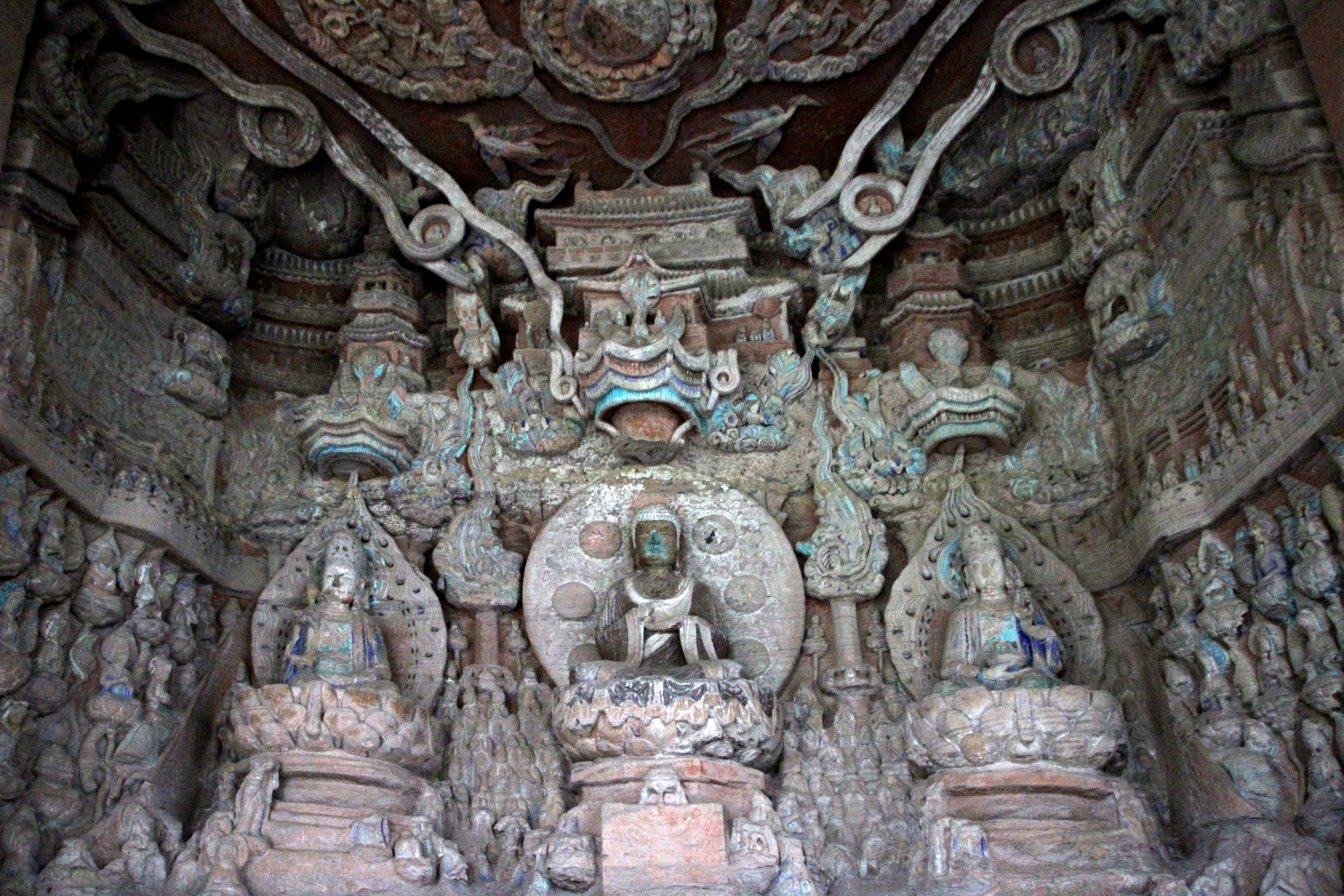
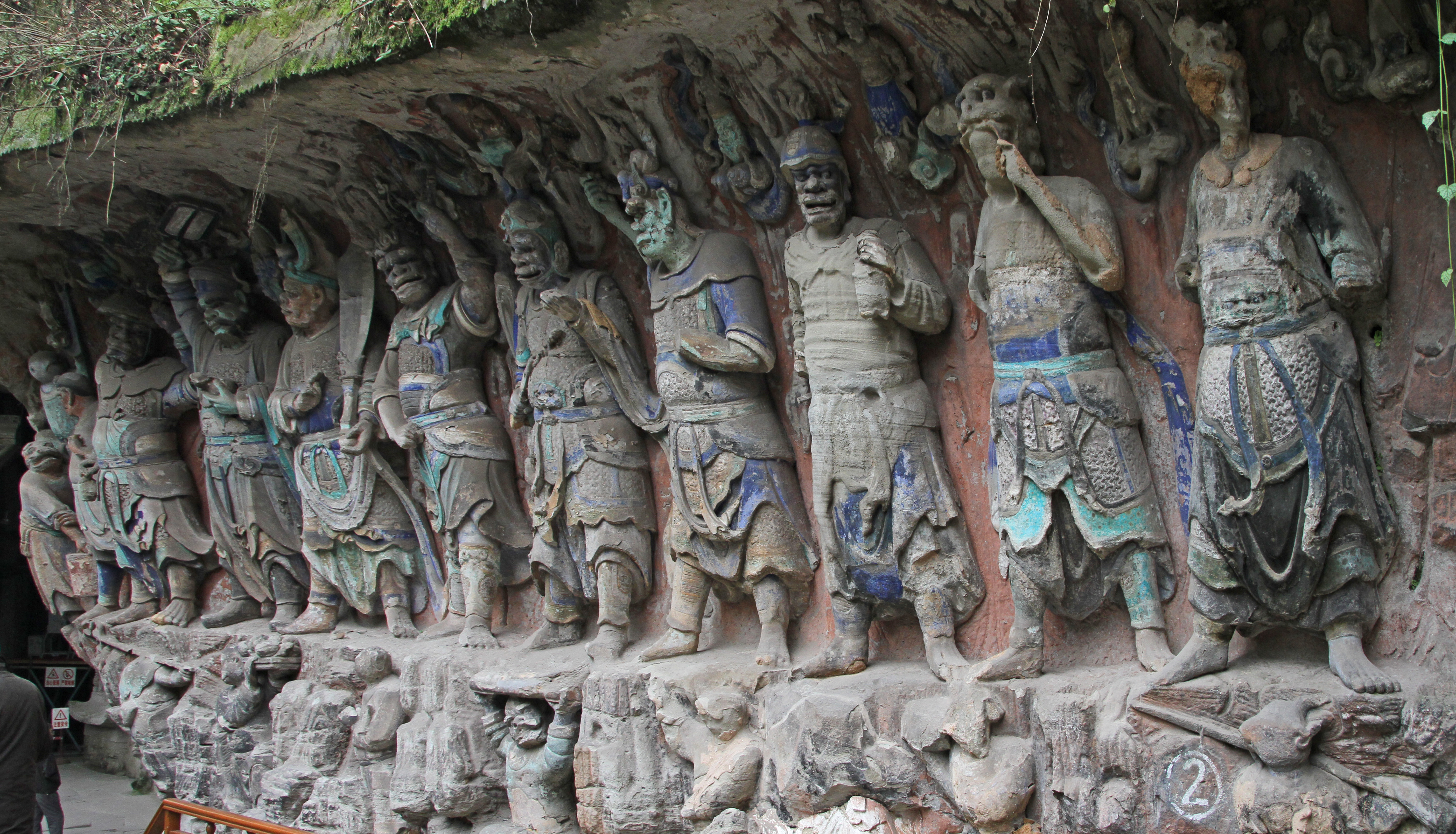
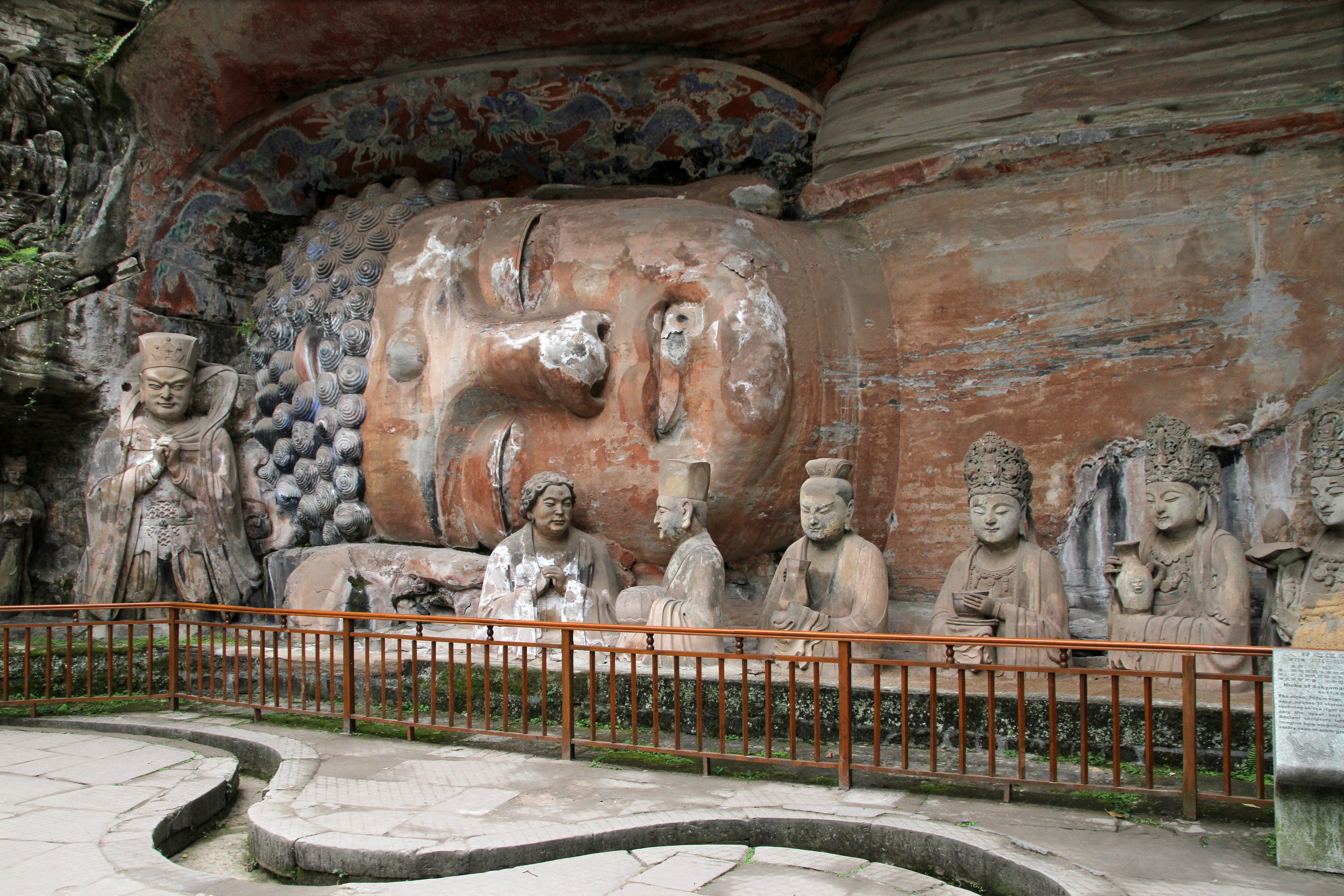
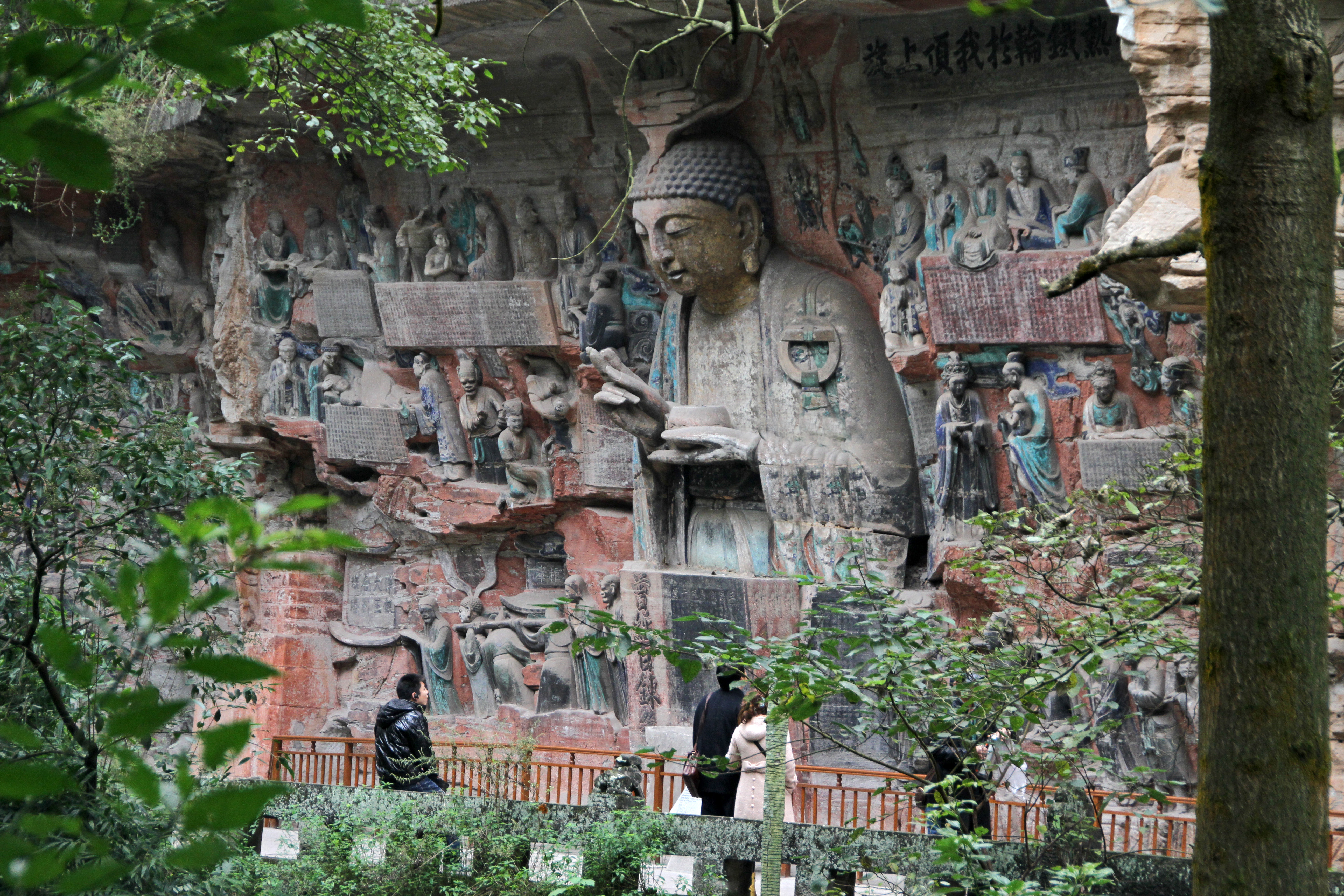
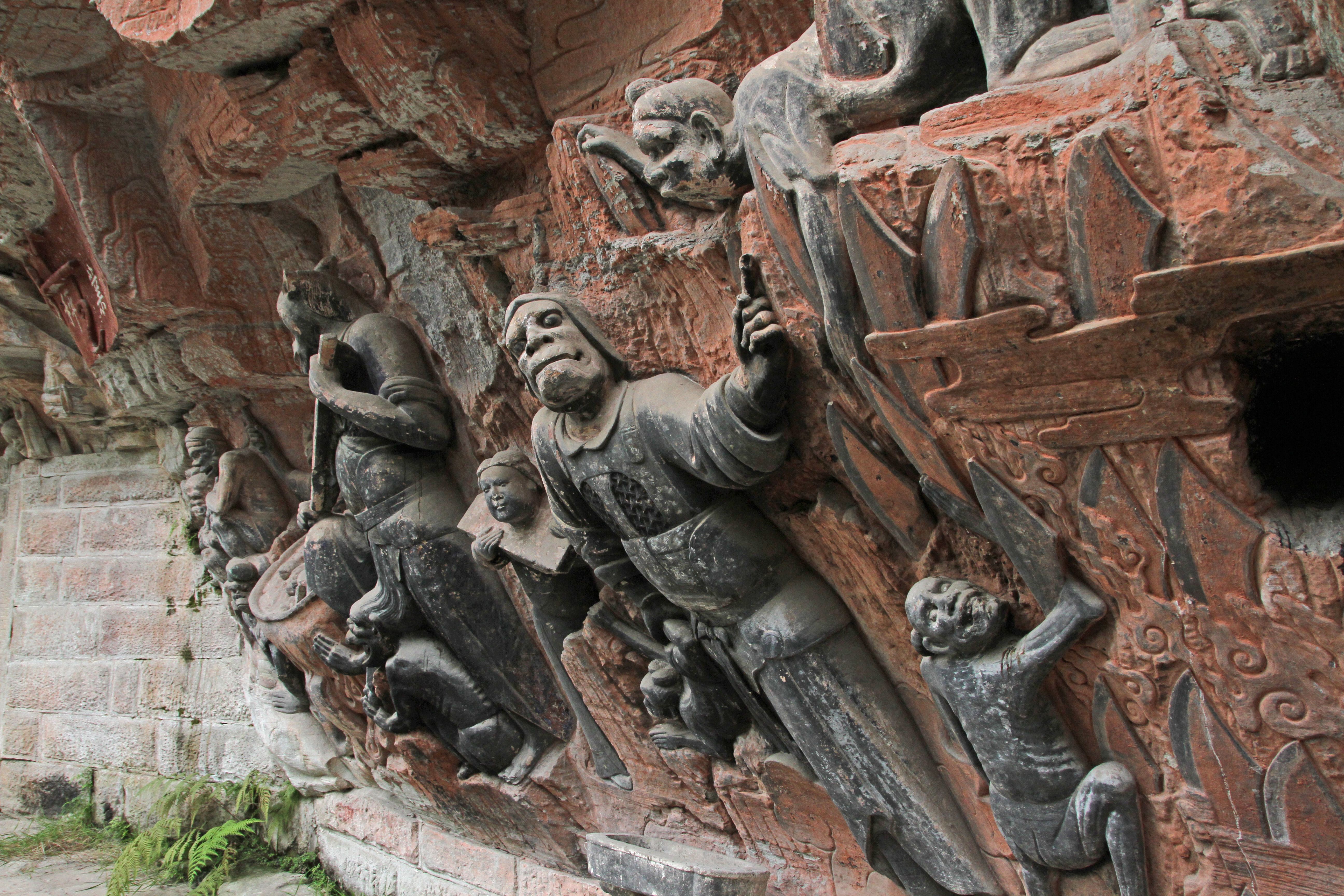
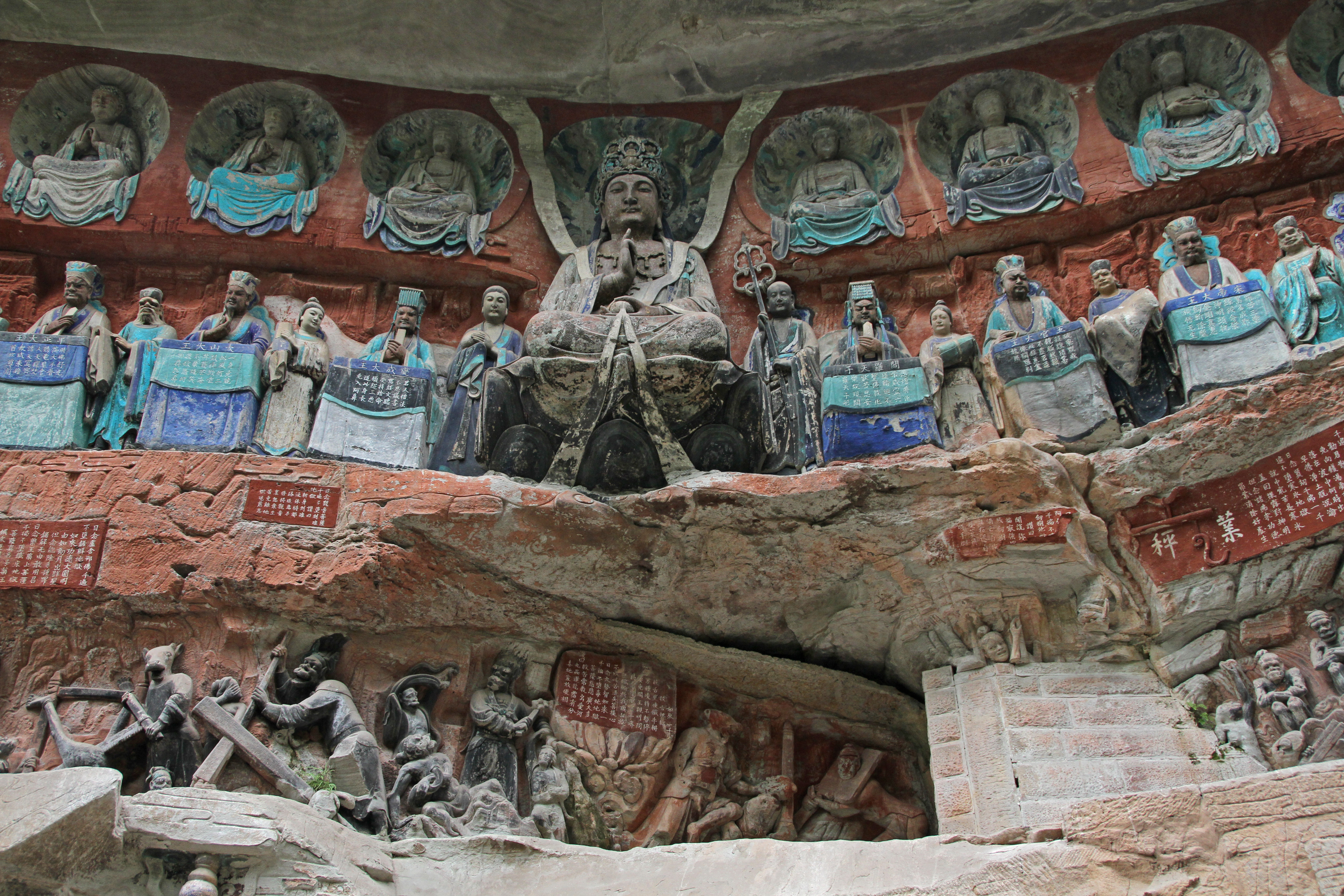
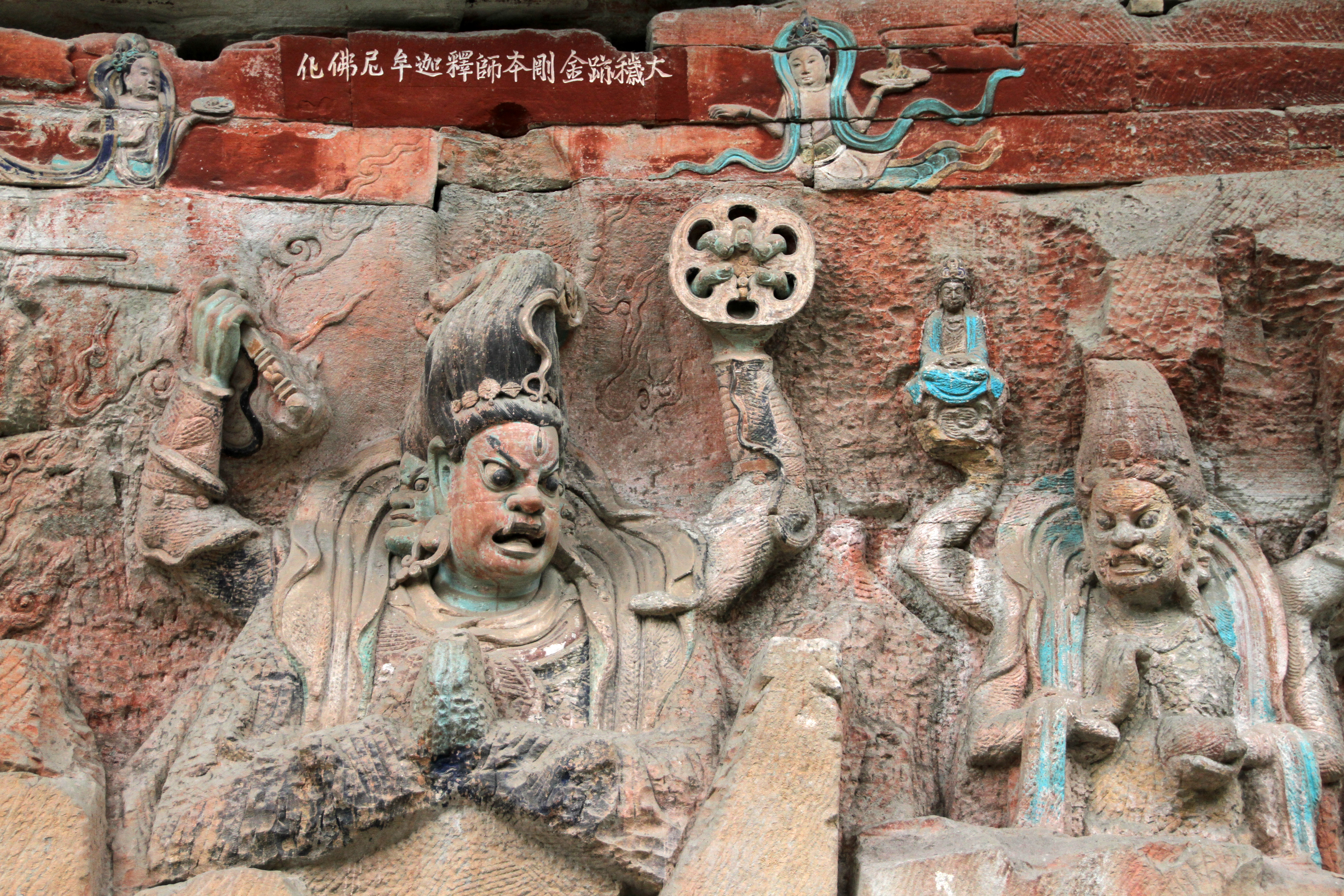
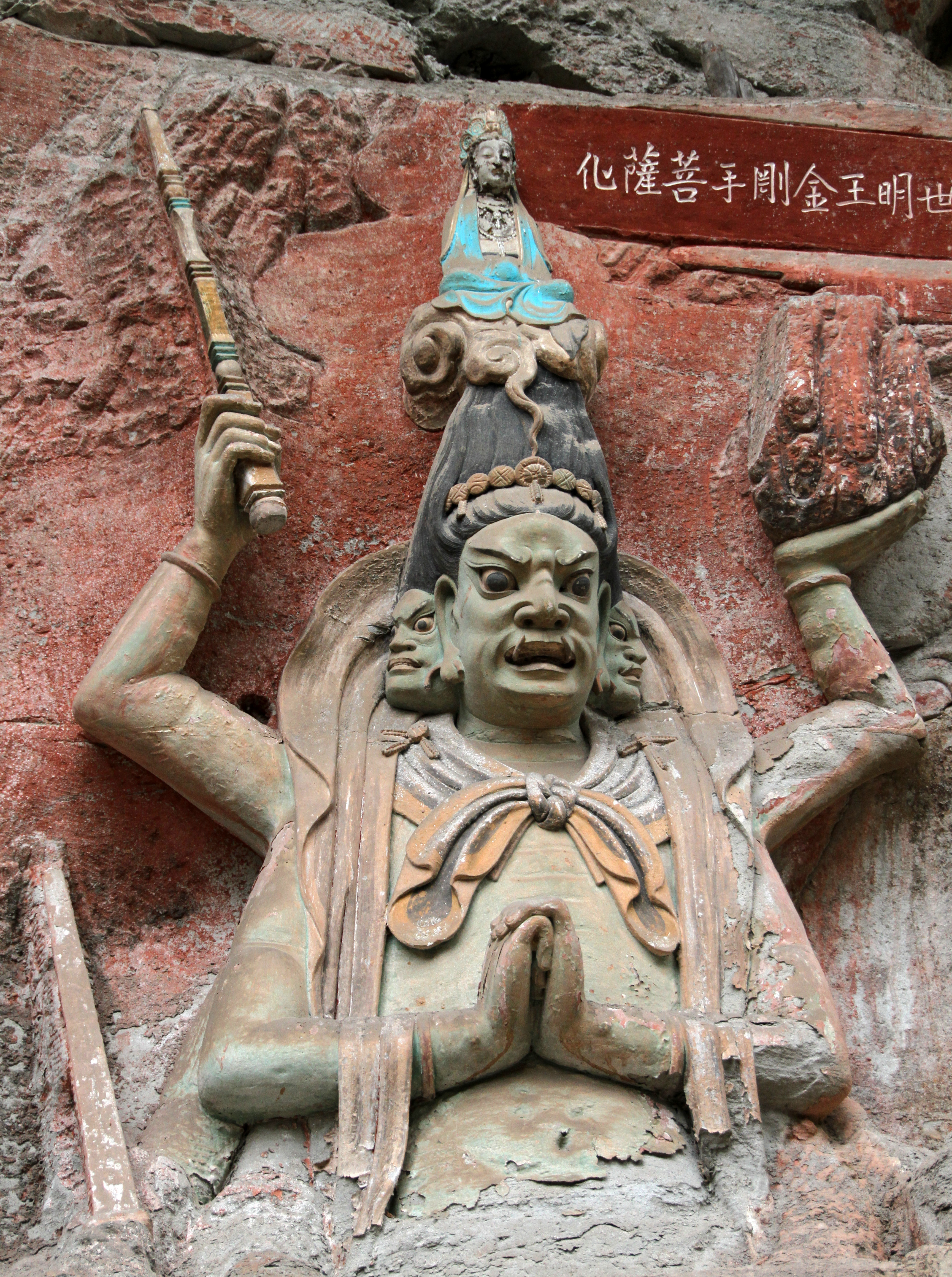